# Хаскъл (окръг, Канзас)
Окръг Хаскъл (на английски: Haskell County) е окръг в щата Канзас, Съединени американски щати. Площта му е 1497 km², а населението - 4171 души. Административен център е град Съблет.